# Доброводье
Доброво́дье — село в Севском районе Брянской области России. Административный центр Доброводского сельского поселения.

## География
Село находится в юго-восточной части Брянской области, в зоне хвойно-широколиственных лесов, в пределах западных отрогов Среднерусской возвышенности, вблизи истока реки Чечера, при автодороге 15К-2215, на расстоянии примерно 10 км (по прямой) к юго-востоку от города Севск, административного центра района. Абсолютная высота — 193 м над уровнем моря.

### Климат
Климат характеризуется как умеренно континентальный, с тёплым летом и умеренно холодной зимой. Среднегодовая многолетняя температура воздуха составляет 5,5 °С. Средняя температура воздуха самого тёплого месяца (июля) — 18,6 °C (абсолютный максимум — 38 °C); самого холодного (января) — −8,6 °C (абсолютный минимум — −38 °C). Безморозный период длится в среднем 130—135 дней. Среднегодовое количество атмосферных осадков составляет 550—600 мм, из которых большая часть выпадает в тёплый период. Снежный покров держится в течение 115 дней. Ветровой режим района в тёплый период характеризуется преобладанием северо-западных, северо-восточных и западных ветров, а в холодный период — юго-западных, южных и западных.

### Часовой пояс
Село Доброводье, как и вся Брянская область, находится в часовой зоне МСК (московское время). Смещение применяемого времени относительно UTC составляет +3:00.

## История
Постановлением НКВД от 29 июня 1922 года село Дуброводье переименовано в Красное Знамя.

## Население
| 2010 | 2013 |
| ---- | ---- |
| 495  | ↘479 |

### Национальный состав
Согласно результатам переписи 2002 года, в национальной структуре населения русские составляли 96 % из 550 чел.

## Известные уроженцы
- Сиников, Андрей Алексеевич (1917—1983) — советский деятель сельского хозяйства, Герой Социалистического Труда.